# صبغي 17
الصبغي البشري السابع عشر (بالإنجليزية: Chromosome 17)‏ هو أحد 23 زوجاً صبغياً بشرياً، والشخص الطبيعي يملك زوجاً من هذا الصبغي، ويحوي الصبغي 81 مليون زوجاً من أسسس الدنا ويشكل حوالي 3% من دنا الخلية وقد يحوي من 1200 إلى 1500 مورثة.